# Бангкванг (тюрьма)
Бангкванг (Bang Kwang Central Prison, Тай: บางขวาง), мужская тюрьма строгого режима, расположена в королевстве Таиланд, в провинции Нонтхабури в 7 милях к северу от Бангкока. Тюрьма Бангкванг стала известна всему миру под названием «Бангкок Хилтон», после показа австралийского сериала «Бангкок Хилтон» с Николь Кидман в главной роли.

## Особенности
Из-за чрезвычайно жёсткого режима содержания тайцы называют Бангкванг «Большим Тигром», поскольку подобно тигру, тюрьма заживо поедает людей, и никто оттуда не возвращается. Поэтому, попадая в Бангкванг, заключённые понимают, что это место — последнее их пристанище в этом мире.
В тюрьме Бангкванг содержатся заключённые, приговорённые к длительному сроку заключения (не менее чем к 25 годам лишения свободы), приговорённые к пожизненному сроку, а также те, кто приговорён к смертной казни и ожидает его исполнения.
Среди обитателей тюрьмы много заключённых за наркоторговлю, в том числе иностранцев.

## История тюрьмы
История тюрьмы Бангкванг началась в 1902 году, когда тайский король Рама V приказал выделить участок земли (общей площадью 8 акров) специально под строительство тюрьмы для заключённых, приговорённых к длительному сроку лишения свободы.
Строительство тюрьмы началось позже, уже во время правления следующего короля Рамы VI, и закончилось в 1931 году.
Изначально тюрьма была рассчитана на 3-4 тыс. заключённых. Однако в настоящее время там содержится более 8 тыс. человек.

## Строение тюрьмы
Весь комплекс тюрьмы разделён на 13 секций шестиметровыми стенами с колючей проволокой. Внешние стены тюрьмы также достигают в высоту 6 метров, на 1 метр уходят под землю и оснащены проводами, находящимися под высоким напряжением.

## Условия содержания
Заключённые проводят в своих камерах 14 часов в сутки. Размер камер составляет — 6×4 м. В одной такой камере может находиться 25 и более человек. Туалет находится в камере и никак не отделён от остальной части помещения. В тюрьме Бангкванг нет налаженной системы канализации. Все отходы и человеческие экскременты сливаются в открытые бетонные ямы.
Заключённых кормят только 1 раз в день (как правило, рисом и жидким овощным супом). Остальную пищу они должны покупать за деньги, которые им отправляют родственники или друзья. Если кто-то не получает никакой финансовой поддержки извне от своей семьи, то он вынужден работать на кого-то из заключённых, чтобы заработать на пропитание.
Некоторые британские и ливанские заключённые получают дополнительные деньги от благотворительных учреждений. Британское посольство также обеспечивает едой и витаминами своих граждан, отбывающих наказание.
Из-за переполненности тюрьмы, плохого качества пищи и антисанитарных условий заключённые подвержены различным заболеваниям. Наиболее распространёнными болезнями являются малярия, холера, дифтерия, дизентерия, гепатит и т. д. Стоматологические услуги оказываются непрофессионалами.

## Дополнительные факты
- На протяжении двух с половиной лет в тюрьме Бангкванг находился российский предприниматель Виктор Бут. 16 ноября 2010 года Виктор Бут был вывезен из Таиланда для передачи США[2].